# Чернь (ювелірна)

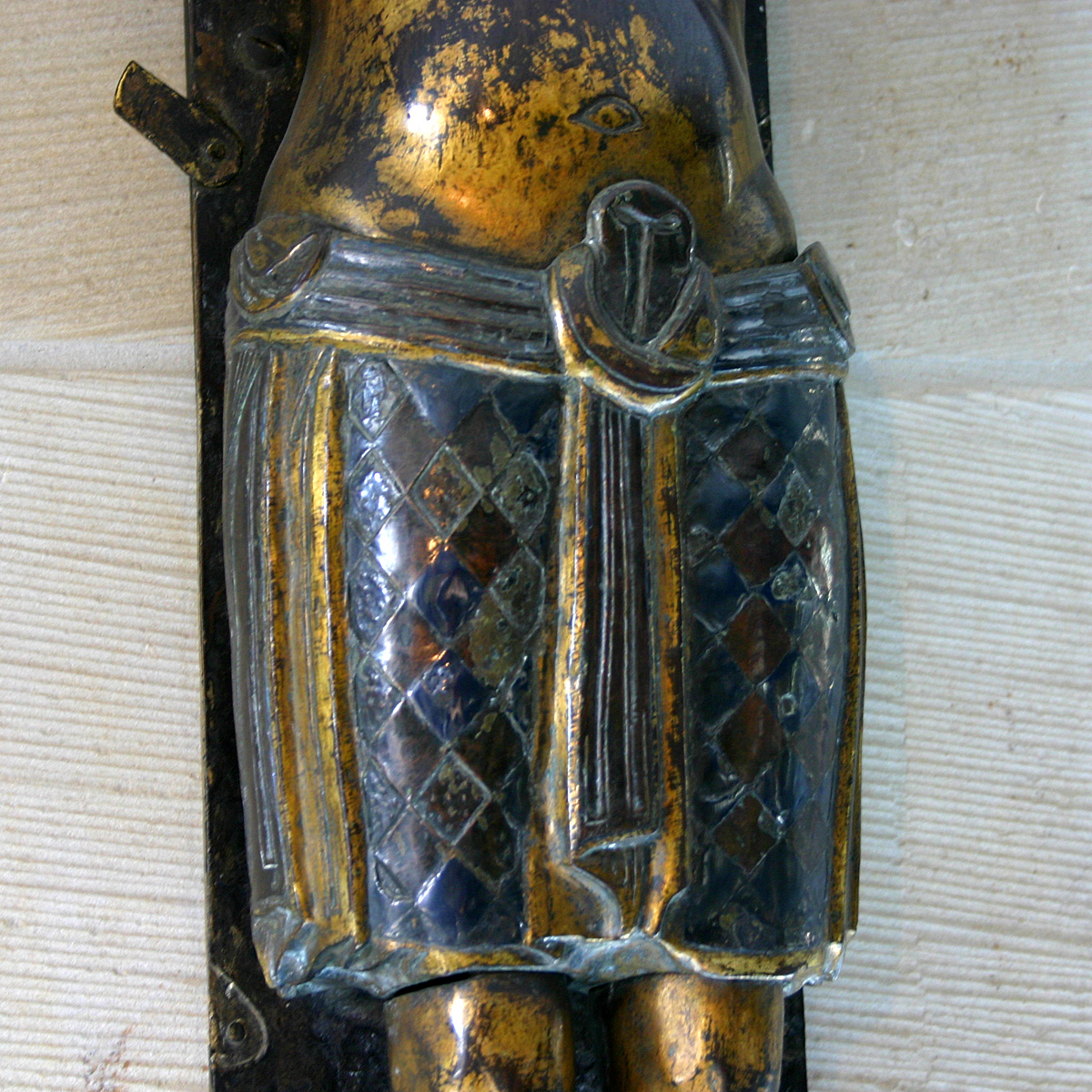
Чернь Христа на хресті Міндена (Німеччина)

Чернь  — особливий сплав із срібла, міді, свинцю і сірки в певних пропорціях. Сплав товчуть в порошок, змочують розчином тетраборату натрію і покривають ним глибоко вирізаний на предметі малюнок, після чого поміщують предмет в горн для випалу. Черневий порошок розплавляється і щільно з'єднується з сріблом. Таким чином отримують на поверхні металу темне зображення або візерунок, або ж різьблене зображення на темному, чорновому фоні.

## Чернь у Київській Русі
Протягом 10-13-го сторіччя митці Київської Русі мали високу майстерність у виробництві коштовних прикрас. Іоанн Цец, візантійський автор 12-го сторіччя, вихваляв роботу київських майстрів та порівнював її до робіт Дедала, майстра з давньогрецької міфології.
Чернь використовувалась для прикрашення різних об'єктів, включно з рукоятками мечів, келихів, блюд, рогів, прикрас для коней та найбільш часто - для ювелірних прикрас жінок: намист, браслетів, кілець, підвісок, застібок, прикрас для волосся тощо.
Техніки черні Київської Русі полягали спочатку в формуванні золота або срібла шляхом карбування, ембосування та виплавки. Вони вирізали горельєфи та заповнювали фон черню, використовуючи розплавлену суміш міді, свинцю, срібла, сірки, поташу та тетраборату натрію, після чого виріб обпалювався у горні. Чернь від температури у горні чорніла (власне звідси і укр.назва), а малюнок відповідно виглядав більш яскраво.
Чернені товари вироблялись масово у виплавних формах, деякі з яких збереглися. Ним торгували з греками, Візантійською імперією та іншими народами на шляху з варягів у греки.
Під час монгольської навали в 1237-1240 роках, коли була захоплена майже вся Київська Русь, багато поселень та майстерень були спалені, а більшість майстрів - вбиті. Після цього, якість та майстерність виробів з черні та перегородчастої емалі значно впали.
Скарбниця Національного музею історії України має колекцію чернених виробів, отриману переважно  з розкопок поховань на території України.

## Чернь в епоху Відродження
Флорентійські ювеліри в середині 15-го сторіччя прикрашали свої роботи за рахунок гравірування металу штихелем та заповнення заглиблень від штихеля схожою на чорну емаль сумішшю зі срібла, свинцю та сірки.  Малюнок, який називали ньєлло (італ. niello), ставав більш контрастним, а отже видимим.

## Галерея

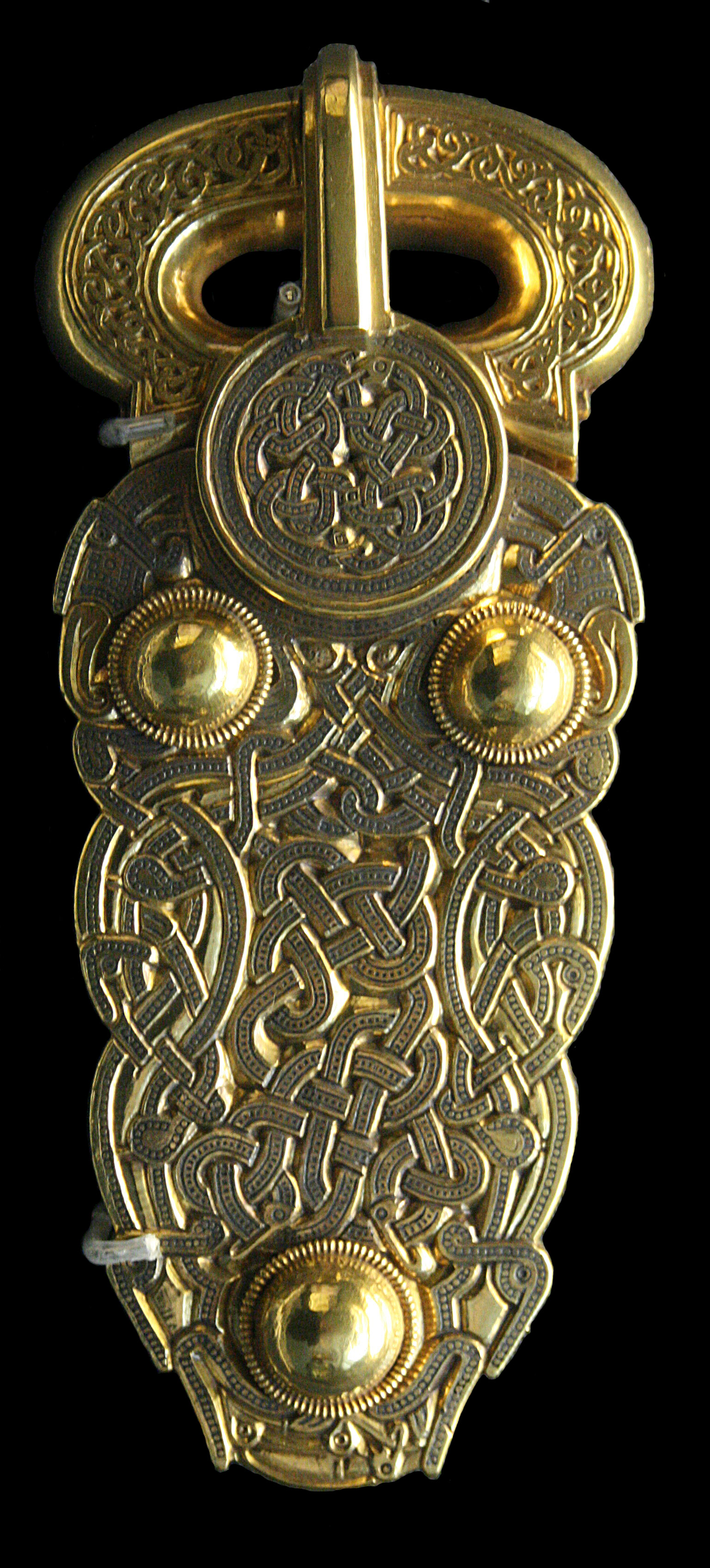
Англо-саксонська золота застібка поясу з тонкими тонами черні, 7 ст., з Саттон Ху
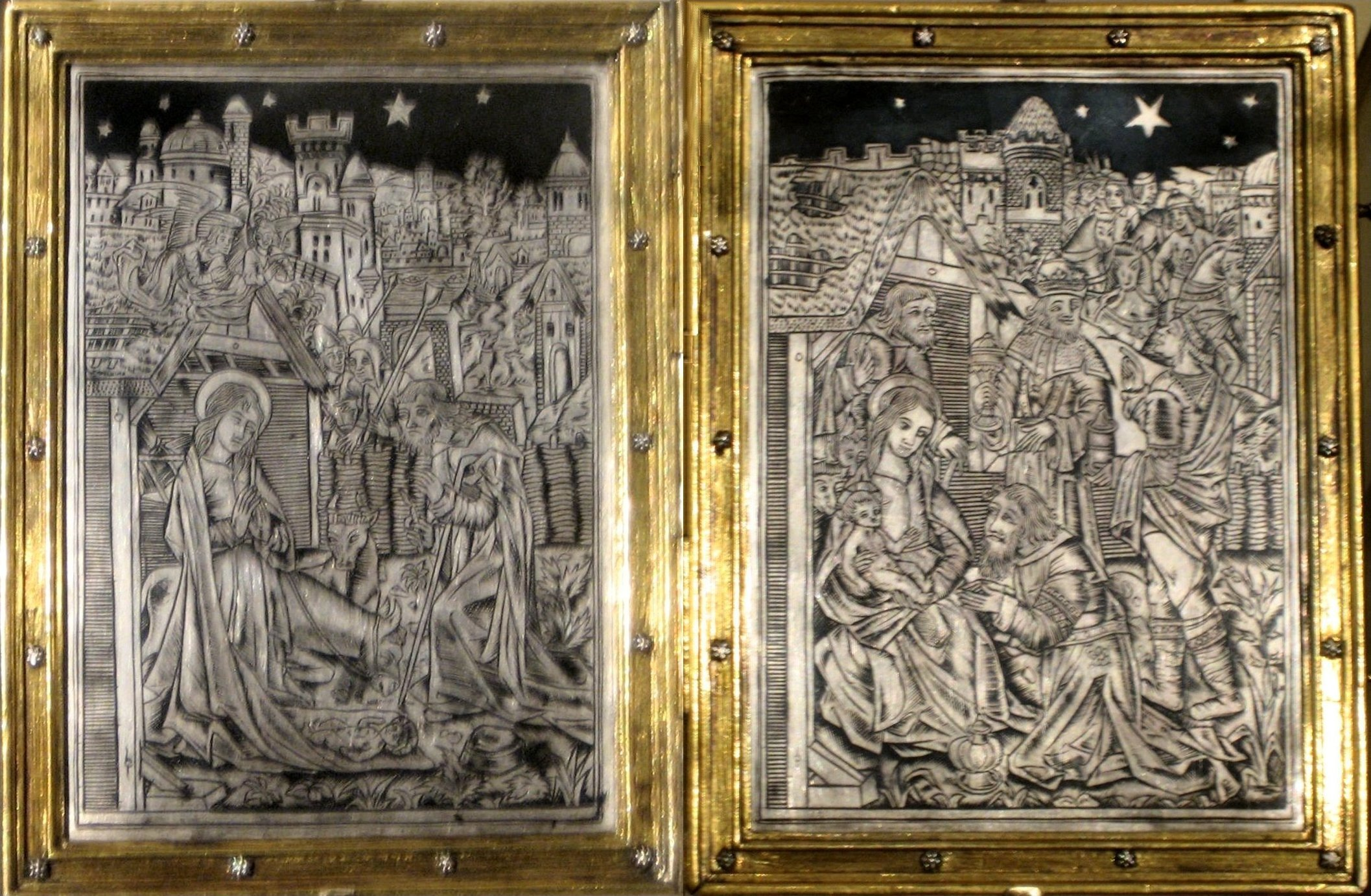
Диптих з Різдвом та Поклонінням, срібло та чернь, гравійоване та позолочене, рамка зі мідного сплаву, Париж, бл. 1500, Музей Клойстерс, США